# Résolution 1939 du Conseil de sécurité des Nations unies
Membres permanents
- Chine
- États-Unis
- France
- Royaume-Uni
- Russie

Membres non permanents
- Autriche
- Bosnie-Herzégovine
- Brésil
- Gabon
- Japon
- Liban
- Mexique
- Nigéria
- Turquie
- Ouganda

Résolution no 1938 Résolution no 1940
La résolution 1939 du Conseil de sécurité des Nations unies et adoptée à l'unanimité le 15 septembre 2010. Après avoir rappelé les résolutions précédentes sur la situation au Népal, y compris la résolution 1921 de 2010, le Conseil proroge le mandat de la Mission des Nations Unies au Népal (MINUNEP) jusqu'au 15 janvier 2011, pour faire face aux inquiétudes suscitées par la montée des tensions politiques dans le pays.
La prolongation de la MINUNEP doit être la septième et dernière. Dans son rapport, le Secrétaire général Ban Ki-moon déclare qu'il n'est pas favorable à des prolongations répétées de la mission en raison de "critiques persistantes et infondées" qui nuisent à sa capacité à mener à bien son mandat, conformément à la résolution 1740 de 2007.

## Résolution

### Observations
Dans le préambule de la résolution, le Conseil réaffirme l'Accord de paix global et les accords ultérieurs en vue d'un règlement durable de la situation. Il reconnaît la volonté du peuple népalais pour la paix et la démocratie et se déclare prêt à continuer à soutenir le processus de paix. Notant qu'un délai pour la promulgation d'une nouvelle constitution a été prorogé jusqu'au 28 mai 2011, le Conseil note également les récentes tensions politiques dans le pays. Il appelle tous les partis politiques du Népal à résoudre leurs différends par la négociation, tout en reconnaissant le rôle de la société civile, la protection des droits de l'homme et le rôle des groupes marginalisés dans la transition.

### Contenu
Le mandat de la Mission des Nations Unies au Népal est prorogé à la demande du gouvernement népalais, afin de lui permettre d'achever ses travaux en cours concernant le contrôle de la gestion des armements. En outre, le Conseil décide également que le mandat de la MINUNEP prendrait fin le 15 janvier 2011 et que la mission quitterait le pays à l'issue. Il appelle également toutes les parties à veiller à ce que le mandat de la MINUNEP s'achève à cette date.
La résolution exhorte le gouvernement népalais et le Parti communiste unifié du Népal (maoïste) à mettre en œuvre un accord à partir du 13 septembre 2010 en plus d'un plan d'intégration et de réhabilitation du personnel de l'armée maoïste. Tous les partis politiques népalais sont encouragés à coopérer, à faire des compromis et à parvenir à un consensus afin que le pays poursuive la transition vers un avenir démocratique. En outre, les parties sont encouragées à garantir la sécurité et la liberté de mouvement du personnel de la MINUNEP.
Enfin, le Secrétaire général Ban Ki-moon est prié de faire un rapport sur les discussions entre les Nations unies, le gouvernement intérimaire népalais et les partis politiques d'ici le 15 octobre 2010.